# Pegunongan Iran
Pegunongan Iran är en bergskedja i Indonesien, på gränsen till Malaysia.   Den ligger i provinsen Kalimantan Timur, i den nordvästra delen av landet, 1 300 km nordost om huvudstaden Jakarta.